# Códice de Leningrado

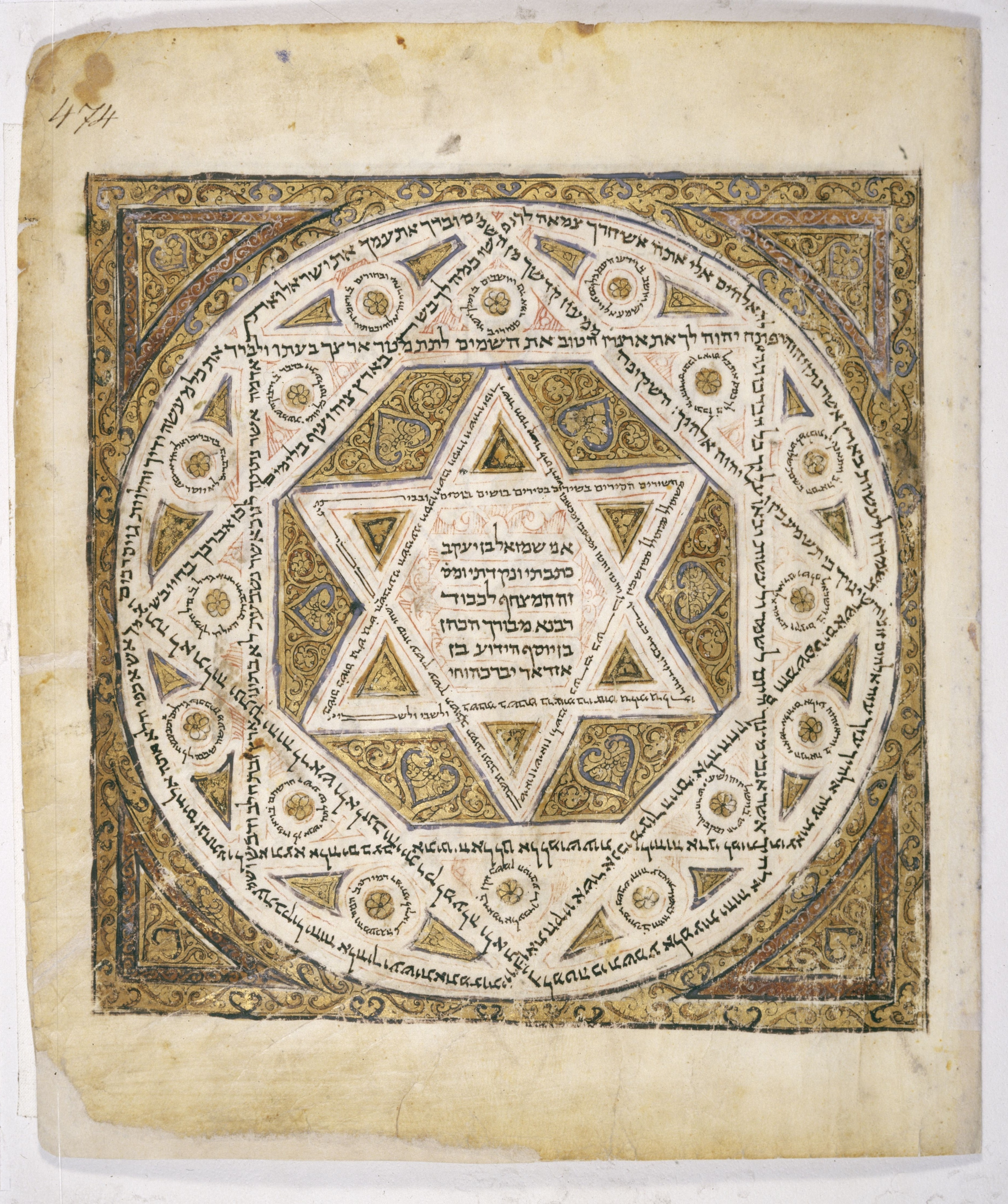
Códice de Leningrado (página 474a).

El Códice de Leningrado (Codex Leningradensis, L) catalogado como "Firkovich B 19”, es uno de los manuscritos más antiguos del texto masorético de la Biblia hebraica y la copia completa más antigua disponible. Fue escrito en pergamino y está fechado en el año 1008, de acuerdo con el colofón. Este manuscrito ha servido como texto básico para las traducciones modernas de la Biblia y se encuentra en la famosa biblioteca pública de San Petersburgo, en Rusia.
Actualmente, el Códice de Leningrado se encuentra reproducido textualmente en la Biblia Hebraica de Rudolf Kittel (1937) y en la Biblia Hebraica Stuttgartensia (BHS), (1977). Sirve también como una fuente para que los eruditos trabajen en la recuperación de detalles de las partes faltantes del Códex Aleppo. 

## Contenido

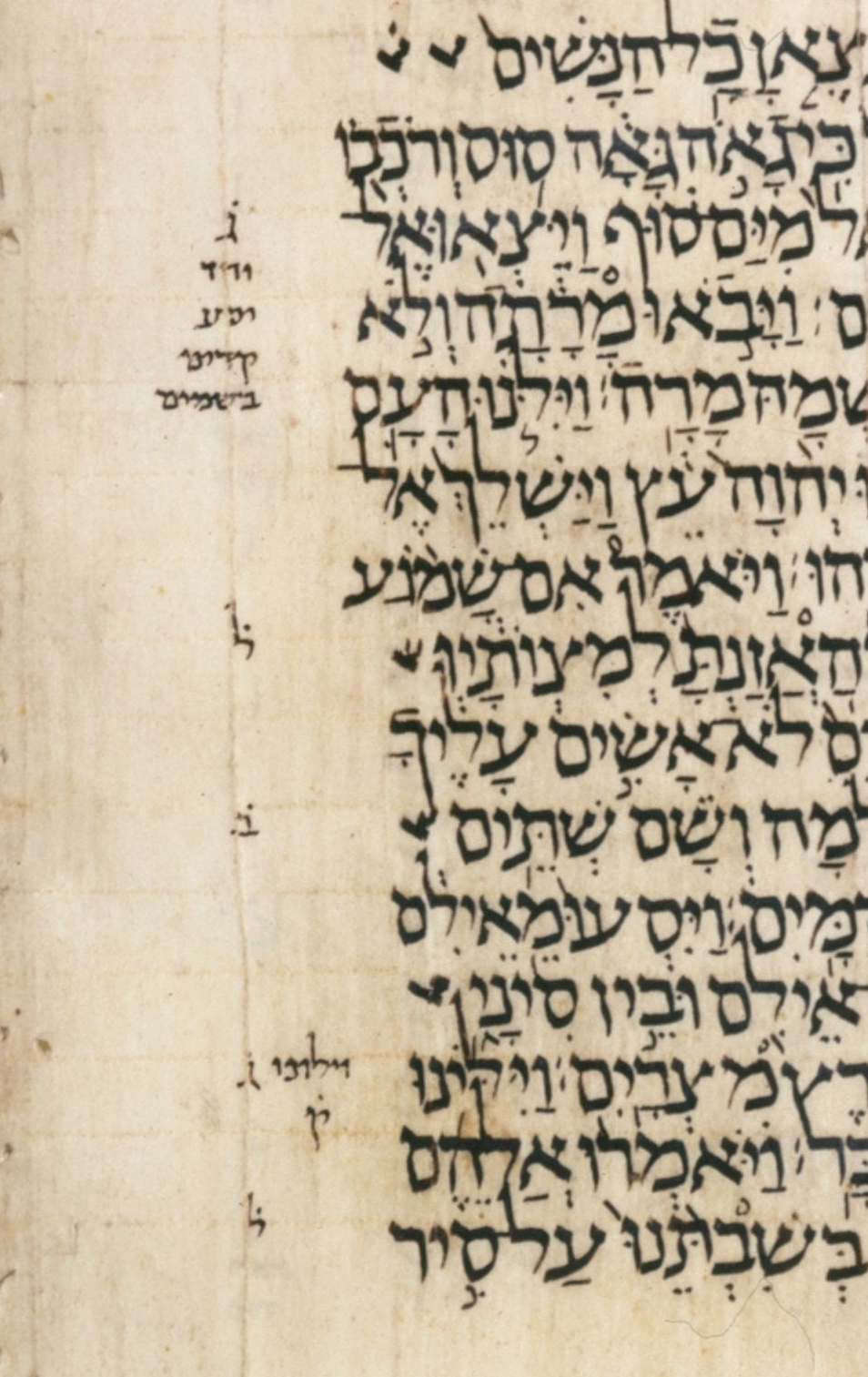
Texto Codex Leningradensis.

El texto bíblico encontrado en el códice, contiene en letra hebraica, junto con las marcas vocálicas Niqud y los signos de entonación para el canto propios del hebreo tiberiano. Además posee notas masoréticas en sus márgenes. Tiene también varios suplementos técnicos que tratan de los detalles textuales y lingüísticos, muchos de los cuales están pintados en formularios geométricos. El códice fue escrito sobre pergamino. 
El orden de los libros en el Códice de Leningrado sigue la tradición textual Tiberiana (sefardita), que combina la tradición más antigua de manuscritos bíblicos. Este ordenamiento para los libros difiere del de la mayoría de Biblias hebraicas impresas para los libros del Ketuvim judaico. En el Códice de Leningrado el Ketuvim está ordenado de la siguiente forma: I Crónicas, Salmos, Job, Proverbios, Rut, Cantar de los Cantares, Eclesiastés, Lamentaciones, Esther, Daniel y Esdras-Nehemías. 
El Códice de Leningrado, ha sido conservado correctamente y está en excelentes condiciones, aún después de un milenio de copiado. Provee además motivos de base para el arte judaico medieval. Dieciséis de sus páginas contienen diseños geométricos decorativos que iluminan los pasajes del texto. La página de firmas muestra una estrella con los nombres de los copistas en los bordes.
El manuscrito más antiguo que se conoce está fechado en 916, contiene los profetas posteriores en hebreo y está escrito en vitela en Rusia.

## Historia
De acuerdo con el colofón, el códice fue copiado en El Cairo, siendo uno de los manuscritos copiados en 1008 - "de los libros corregidos, preparados y anotados por Aarón-Ben-Asser, el instructor”. Un solo copista, Samuel ben Jacob Jam'a, escribió tanto las consonantes, las vocales, como también las notas masoréticas.
Se le atribuye ser un manuscrito aún más fiel que el tradicional Códex Aleppo. Su propietario anterior, el líder karaíta y coleccionista Abraham Firkovich, no dejó ningún indicio sobre cómo adquirió el códice en 1838. Algún tiempo después, en 1863, fue transferido a la Biblioteca Nacional da Rusia en San Petersburgo. Después de 1924 se le denominó Codex Leningradensis por el nombre que entonces tenía la ciudad donde se encuentra.

## Ediciones Modernas

### Biblia Hebraica
En 1935 el Códice de Leningrado fue prestado al Seminario del Antiguo Testamento de la Universidad de Leipzig por dos años y entonces Paul E. Kahle usó su texto como base para la transcripción del texto hebraico de la tercera edición de la Biblia Hebraica de Rudolf Kittel (BHK), publicada en Stuttgart en 1937. El Códice fue usado también para la traducción de la Biblia Hebraica Stuttgartensia en 1977 y será usado para la Biblia Hebraica Quinta (BHQ). Como un trabajo original hecho por los masoretas tiberianos, el Códice de Leningrado está por diversos siglos, bien al frente de otros manuscritos hebraicos, que habían sido usados por todas las ediciones hebraicas hasta la Biblia de Kittel. 
The Westminster Leningrad Codex es una versión digital, del Códice de Leningrado mantenida por el Centro J. Alan para investigaciones bíblicas avanzadas en el Seminario Teológico de Westminster. Esta versión electrónica ha sido verificada e incluye varias correcciones; actualmente incluye notas y herramientas de transcripción y para analizar la sintaxis.

### Ediciones Judaicas
El Códice de Leningrado sirvió también como base para dos importantes ediciones judaicas de la Tanaj:
- The Dotan edition, la Biblia hebraica oficial de la Fuerzas de Defensa de Israel , 1990.
- The New Jewish Publication Society of America Version, JPS Hebrew-English Tanakh (Philadelphia, 1999).